# Michael Piccolruaz
Michael Piccolruaz (Bolzano, 31 dicembre 1995) è un arrampicatore italiano.
Pratica le competizioni di boulder e lead.

## Biografia
Grazie al sedicesimo posto ai campionati mondiali, si è qualificato ai Giochi olimpici di Tokyo 2020.
Nato a Bolzano ma cresciuto in val Gardena, è il secondo atleta di lingua ladina a partecipare ai giochi olimpici estivi, dopo Maria Canins.

## Palmarès
- Campionato europeo di arrampicata

2017:  Bronzo in combinata
- Campionato italiano boulder di arrampicata

2013:  Oro
2015:  Argento
- Campionato italiano lead di arrampicata

2014:  Argento
- Coppa Italia boulder di arrampicata

2013:  Oro